# Sjef Smulders
Antonius Josephus Maria (Sjef) Smulders (Middelbeers, 31 december 1908 – 30 juli 1980) was een Nederlands politicus.
Hij werd geboren als zoon van Antonius Josephus Smulders (1860-1928; burgemeester) en Johanna Maria Adriaans (1868-1935). A.J.M. Smulders was waarnemend burgemeester van de gemeente Vessem, Wintelre en Knegsel voor hij daar in 1947 de kroonbenoemde burgemeester werd. In 1971 werd Frank Houben waarnemend burgemeester van die gemeente en in mei 1972 werd aan Smulders op eigen verzoek ontslag verleend. Midden 1980 overleed hij op 71-jarige leeftijd.

## Familie Smulders
Zijn oudere broer Jan Smulders was vanaf 1942 waarnemend burgemeester Vessem, Wintelre en Knegsel en in die hoedanigheid werd hij in 1944 door de Duitse bezetter gevraagd een lijst te maken met personen uit die gemeente die moesten gaan werken aan de kustverdedigingswerken in Zeeland. Omdat hij dat weigerde werd hij opgepakt en kwam hij in een concentratiekamp wat hij niet overleefde. Truus Smulders-Beliën, diens weduwe en dus schoonzus van Sjef, werd daarop de eerste vrouwelijke burgemeester van Nederland. Ook zijn broer Piet Smulders is burgemeester geweest. 